# Пиринговые войны
Пи́ринговые во́йны — вид жёсткой конкурентной борьбы крупных интернет-провайдеров, при котором в качестве средства изживания конкурентов и давления на партнёров по рынку используется отказ от пиринга либо крайне невыгодные его формы при наличии более удобных альтернатив. Пиринговые войны резко негативно сказываются на цене интернет-связи, её доступности для конечного пользователя и качестве (скорости).
Наиболее заметное проявление пиринговых войн в России:
- 2002—2005 — так называемый «пиринговый раскол»[1]: введение в  годах крупнейшими российскими магистральными операторами (РТКомм.РУ, Golden Telecom и МТУ-Интел, сформировавшими «Отдельную пиринговую группу»)[2] цен на российский трафик (прежде для российских операторов, обменивавшихся трафиком на MSK-IX и некоторых других точках обмена трафиком он был бесплатен). В 2004 году к этой практике присоединился Транстелеком;[3]
- конфликт Ростелекома с крупными провайдерами летом 2009 года, отказ от пиринга сетей внутри страны взаимозачётом и обмен трафиком на территории Европы.
- конфликт в 2019 между одним из крупнейших контент-провайдеров России Mail.ru Group и оператором связи ВымпелКом, во время которого Mail.ru Group прекратила прямое хождение трафика с сетью ВымпелКом, технически перенастроив маршрутизацию своей сети таким способом, что трафик между двумя сетями пошёл через европейских операторов связи. По заявлению Mail.ru group, это было сделано как ответная мера на возрастание стоимости доставки SMS пользователям мобильной сети ВымпелКом в 6 раз.[4]